# Novajidrány
Novajidrány község Borsod-Abaúj-Zemplén vármegyében, az Encsi járásban.

## Fekvése
A Hernád völgyében fekszik, a folyó jobb parti oldalán, a vármegye székhelyétől, Miskolctól mintegy 47 kilométerre északkeletre.
A szomszédos települések: észak felől Garadna, kelet felől Vizsoly, dél felől Méra, nyugat felől Szalaszend, északnyugat felől pedig Fulókércs.

### Megközelítése
Legfontosabb közúti megközelítési útvonala a 3-as főút, mely a lakott területein is áthalad. Vizsollyal a 3724-es út köti össze. Érinti az M30-as autópálya is, de annak sem csomópontja, sem pihenőhelye nincs a határai között; a két legközelebbi fel- és lehajtási lehetőséget a sztráda garadnai, illetve encsi csomópontja kínálja.
A hazai vasútvonalak közül a települést a Felsőzsolca–Hidasnémeti-vasútvonal érinti, melynek egy megállási pontja van itt. Novajidrány vasútállomás a belterület északnyugati részén helyezkedik el, néhány lépésnyire a 3-as főút és a 3724-es út elágazásától.

## Története
Novajidrány 1936-ban jött létre Alsónovaj, Felsőnovaj és Idrány községek egyesítésével.

## Közélete

### Polgármesterei
- 1990–1994: Jánosik László (független)[4]
- 1994–1998: Jánosik László (független)[5]
- 1998–2002: Jánosik László (független)[6]
- 2002–2006: Jánosik László (független)[7]
- 2006–2010: Süvegesné Sarlay Zsuzsanna (független)[8]
- 2010–2014: Süvegesné Sarlay Zsuzsanna (független)[9]
- 2014–2019: Süvegesné Sarlay Zsuzsanna (független)[10]
- 2019–2024: Süvegesné Sarlay Zsuzsanna (független)[11]
- 2024– : Süvegesné Sarlay Zsuzsanna (független)[1]

## Népesség
A település népességének változása:
| Lakosok száma | 1420 | 1414 | 1419 | 1313 | 1292 | 1322 | 1315 |
|               | 2013 | 2014 | 2015 | 2021 | 2022 | 2023 | 2024 |

2001-ben a település lakosságának 77%-a magyar, 23%-a cigány nemzetiségűnek vallotta magát.
A 2011-es népszámlálás során a lakosok 95,3%-a magyarnak, 0,3% bolgárnak, 24,4% cigánynak, 0,3% szlováknak mondta magát (4,7% nem nyilatkozott; a kettős identitások miatt a végösszeg nagyobb lehet 100%-nál). A vallási megoszlás a következő volt: római katolikus 39,2%, református 30,8%, görögkatolikus 6,7%, evangélikus 0,4%, felekezeten kívüli 8,4% (12,6% nem válaszolt).
2022-ben a lakosság 91,3%-a vallotta magát magyarnak, 19,1% cigánynak, 3,8% szlováknak, 0,2% ruszinnak, 0,2% ukránnak, 0,2% németnek, 0,1% horvátnak, 0,9% egyéb, nem hazai nemzetiségűnek (5,7% nem nyilatkozott; a kettős identitások miatt a végösszeg nagyobb lehet 100%-nál). Vallásuk szerint 24,1% volt római katolikus, 25,3% református, 5,3% görög katolikus, 0,4% egyéb keresztény, 0,1% evangélikus, 0,1% ortodox, 4,7% felekezeten kívüli (39,7% nem válaszolt).

## Környező települések
Garadna (3 km), Méra (6 km), Vizsoly (5 km). A legközelebbi város Encs (10 km).